# La strega in amore
La strega in amore è un film del 1966 diretto da Damiano Damiani.
Il film è tratto dal romanzo Aura di Carlos Fuentes.

## Trama

Una scena con Richard Johnson e Rosanna Schiaffino

Sergio, uomo di circa quaranta anni, reduce da diverse storie sentimentali fallimentari, viene contattato da Consuelo, una vecchia ed elegante signora che abita nel centro della città in un enorme e antico palazzo nobiliare, alquanto decadente. Consuelo incarica Sergio di riordinare l'archivio personale del defunto marito. Durante il suo soggiorno nel palazzo di Consuelo l'uomo conosce la nipote di questa, la bellissima Aura. Se ne innamora ma, la ragazza, appare impaurita e schiva. Evita di uscire con l'uomo e non vuole incontrare nuovi amici. Aura rimane sempre segregata nel grande palazzo di Consuelo. Dopo mesi di relazione l'uomo insiste per vivere alla luce del sole, opponendosi violentemente ad una vita da relegati, sempre con la presenza di Consuelo attorno. Una sera, inseguendo Aura, Sergio scopre la verità: la ragazza per scappare si è rifugiata tra i vestiti di un armadio, quando lui la scopre la donna si rivela essere Consuelo. Aura e Consuelo sono la stessa persona. Consuelo possiede misteriosi poteri soprannaturali che le hanno permesso di trasfigurarsi in Aura. Così ha sedotto Sergio, nella speranza di rivivere le gioie dell'amore, per lei ricordo di una oramai lontanissima gioventù. Sergio, impazzito dalla scoperta, compie un ultimo estremo gesto catturando Consuelo e bruciandola viva, nel cortile dell'antico palazzo.

## Data di uscita
- Italia: 11 settembre 1966[1]
- Stati Uniti d'America: agosto 1969[1]

## Incassi
La strega in amore ha incassato complessivamente 203.396.000 lire a livello nazionale.